# Tornado em Itu (1991)
O tornado de Itu em 1991 foi um tornado extremamente violento, com intensidade não-oficial em F4 (limite inferior), de acordo com a Escala Fujita, que atingiu os municípios brasileiros de Itu e Salto, no dia 30 de setembro de 1991. Esse foi considerado não-oficialmente, desde então, como o maior tornado ocorrido no Brasil, além dos tornados de Nova Laranjeiras (1997) e Guaraciaba (2009), que são considerados oficialmente os mais violentos já registrados no Brasil. O evento de Itu/Salto resultou em 16 mortes, onde dez foram em decorrência do capotamento de um ônibus.

## Repercussão em Itu
O vendaval, de acordo com os registros de imprensa da época, começou por volta das 18h30. A chuva era fraca, mas os ventos eram intensos.
O fenômeno pegou todos os moradores de surpresa, em seguida "varreu" tudo o que havia em uma faixa de 30 quilômetros de comprimento por 400 metros de largura, indo da Rodovia do Açúcar (SP-308) até a Serra do Japi. Um obelisco de 100 toneladas foi tombado e carros foram encontrados a 700 metros do local original.

### Falta de água e luz
Torres de transmissão de energia elétrica foram danificadas, resultando na falta parcial de eletricidade no município. Além da rede elétrica, o abastecimento de água também foi afetado, com alguns moradores ficando até 20 dias sem acesso. Cerca de 450 mil residentes permaneceram sem acesso à energia elétrica, contando municípios vizinhos como Indaiatuba, Cabreúva e Salto.

### Tombamento de ônibus
Um ônibus de estudantes que havia saído de Salto e ia em direção a Sorocaba foi erguido pelo vento e arremessado a cerca de 200 metros da pista, resultando na morte de 10 pessoas.

## Eventos severos em outros locais
Vendavais convectivos (downbursts) e outros possíveis eventos tornádicos também atingiram Salto, Indaiatuba, Rio Claro, Porto Feliz e Cabreúva.
Em Salto (102 km a noroeste) e em Porto Feliz (120 km a noroeste) houve blecaute depois que um vendaval (downburst), produzido pela mesma super-célula que afetou Itu, derrubou 12 torres da rede distribuidora de energia elétrica. Não se sabe exatamente se houve realmente um tornado ou downburst nesta área, e se o tornado de Itu foi o mesmo que afetou Salto, ou se foi um evento individual separado.
Em Rio Claro (175- km a noroeste), foi decretado estado de emergência. Um vendaval convectivo (downburst) deixou cerca de duas mil casas destelhadas, segundo Celso Cresta, diretor do Departamento de Serviços Municipais da Prefeitura. Não é descartado que outro tornado tenha atingido a localização.
Além desses eventos, também não é descartado que mais eventos tornádicos tenham ocorrido em zonas desabitadas ou outros municípios de São Paulo nesse dia.